# Homem-biscoito

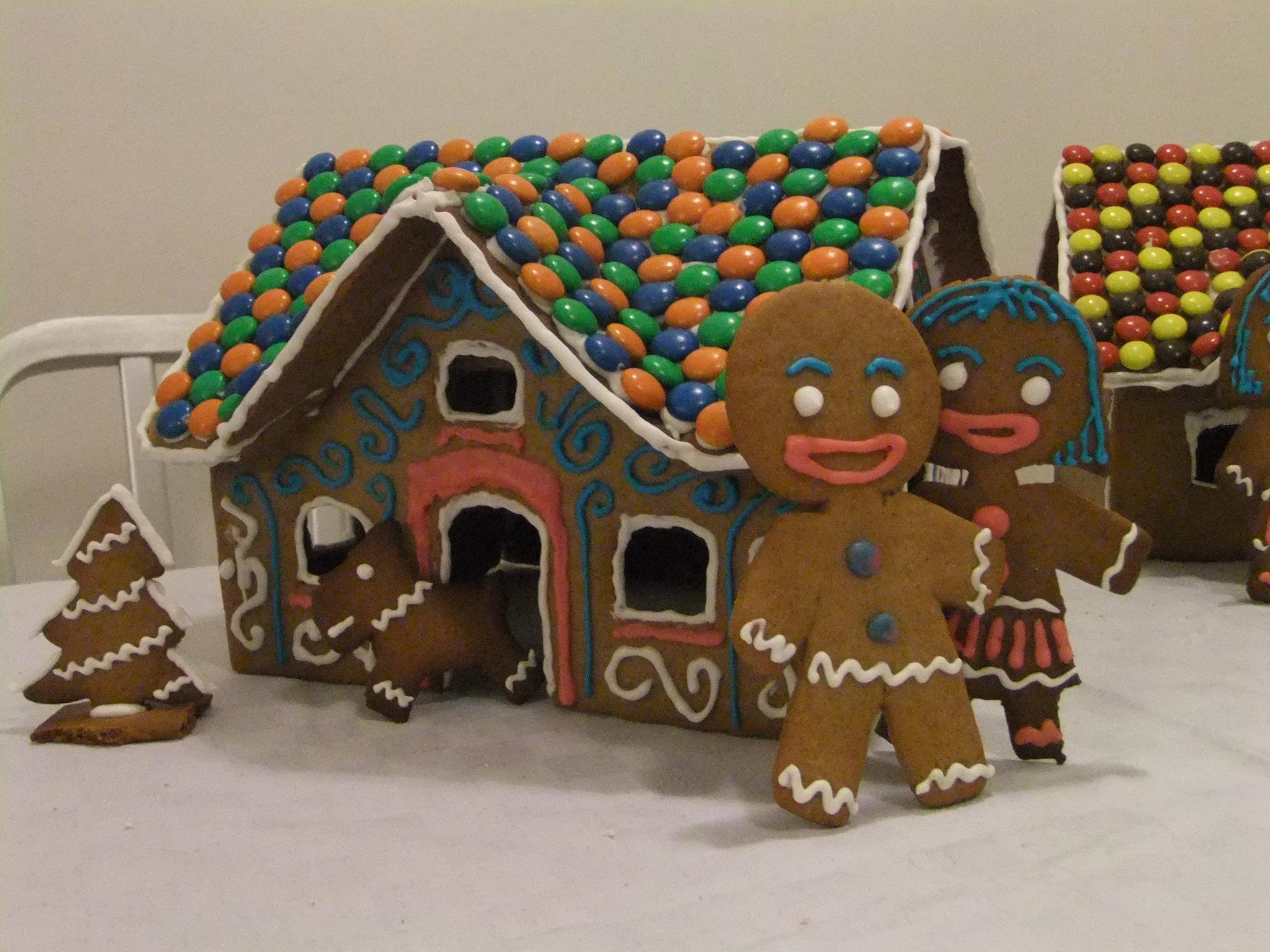
O homem-biscoito e sua esposa. Seu cachorro de estimação também pode ser visto na porta

Um Homem-Biscoito é um biscoito ou bolacha feito de pão de mel, geralmente na forma de um ser humano estilizado, embora outras formas, especialmente temas sazonais (Natal, Halloween, Páscoa, etc.) e personagens, sejam comuns.

## História[1][2]
Era uma vez um velhinho e uma velhinha que viviam numa velha casinha à beira da estrada. Um dia a senhora decidiu fazer um biscoito especial. “Vou fazer um biscoito em forma de homenzinho”, disse ela. Assim, preparou a massa e pô-la a cozer no forno.
Passado um pouco, ouviu uma vozinha gritando: “Deixa-me sair, deixa-me sair!”. A velhinha abriu a porta do forno e um Homem- biscoito saltou de lá de dentro. Correu pela cozinha fora e fugiu.
Chegou à estrada antes dos velhinhos, que já sem forças para correr mais, gritavam aflitos: “Volta aqui! Volta aqui, por favor! Queremos comer-te! Para, Homem biscoito!” Mas o Homem biscoito respondeu cantando: “Corre, corre, veloz e afoito, Ninguém me consegue agarrar, eu sou o Homem-biscoito!"
Enquanto corria, o homem biscoito encontrou um porco que disse: “Pare! Pare! Eu quero comê-lo!” Mas o Homem-biscoito respondeu cantando: “Corre, corre, veloz e afoito, Ninguém me consegue agarrar, eu sou o Homem-biscoito!"
No caminho encontrou uma vaca, que lhe disse mugindo: “Pareces muito saboroso!”, mas o homenzinho cantou-lhe: “Corre, corre, veloz e afoito, Ninguém me consegue agarrar, eu sou o Homem-biscoito!" A vaca correu, correu, mas não apanhou o Homem-biscoito.
Mais à frente encontrou um cavalo. “Espera, Homem-biscoito! - disse ele – Pareces muito saboroso e eu tenho muita fome.” Mas o Homem-biscoito corria mais depressa. O cavalo já galopava, mas não conseguia apanhar o Homem-biscoito, que correndo, cantava: “Corre, corre, veloz e afoito, Ninguém me consegue agarrar, eu sou o Homem-biscoito!" O Homem-biscoito corria o mais rápido que podia e estava muito orgulhoso da sua habilidade.
O homem biscoito riu e riu, até que chegou a um rio. “Oh, não!”- gritou. “Eles vão me apanhar. Como posso atravessar o rio?” Uma raposa astuta saiu de trás de uma árvore e disse: “Eu posso ajudar-te a atravessar o rio. Salta para a minha cauda: não te molhas e estarás a salvo.” “Você não me vai comer, pois não?” perguntou o Homem biscoito. “É claro que não”, disse a raposa. “Eu só quero ajudar”.
O homem biscoito saltou para a cauda da raposa, mas começou a ficar molhado. Então a raposa disse- lhe: “Sobe para as minhas costas”, disse a raposa. Assim o homem biscoito fez. Enquanto nadava, a raposa disse: “És muito pesado, estou cansada. Pula para o meu nariz”. E o homem biscoito obedeceu.
Quando chegou à outra margem, a raposa atirou o homem biscoito ao ar, com a intenção de agarrá-lo com a boca, para poder matar a sua fome. Mas o homem biscoito era mais esperto do que a raposa e fugiu correndo e dizendo: “Corre, corre, veloz e afoito, Ninguém me consegue agarrar, eu sou o Homem-biscoito!" A raposa escorregou na margem do rio, caiu à água e foi levada pela correnteza. E assim, desde esse dia, o homem biscoito corre por aí, sem que ninguém consiga apanhá-lo.

## Características
A maioria dos bonecos de gengibre tem uma forma quase humanoide, com pés curtos e sem dedos. Muitos bonecos de pão de gengibre têm um rosto, embora os traços sejam marcações dentro do próprio rosto ou outros doces presos com cobertura ou chocolate varie de receita para receita. Outras decorações são comuns; cabelo, punhos de camisa e sapatos às vezes são aplicados, mas de longe a decoração mais popular são os botões de camisa, que são tradicionalmente representados por pastilhas de chiclete, glacê ou passas.